# Infrastrukturabgabengesetz
Das Infrastrukturabgabengesetz (InfrAG) sollte die verwaltungsrechtliche Basis für eine vom Bundesministerium für Verkehr und digitale Infrastruktur geplante Benutzungsgebühr für Fernstraßen in Deutschland bilden. Abgabepflichtig im Sinne des InfrAG wären die Halter bzw. die Fahrer von Personenkraftwagen gewesen. Umgangssprachlich wurde die Benutzungsgebühr daher auch Pkw-Maut genannt. Allerdings entschied der Europäische Gerichtshof am 18. Juni 2019, dass die hiermit beschlossene Pkw-Maut mit EU-Recht unvereinbar sei, da dadurch ausländische Fahrzeughalter diskriminiert würden.

## Inhalte
Das Infrastrukturabgabengesetz (InfrAG) beabsichtigte nach offizieller Verlautbarung des Bundesministeriums für Verkehr und digitale Infrastruktur einen „Systemwechsel von der Steuer- hin zur Nutzerfinanzierung“ des Bundesfernstraßennetzes und einen „Anreiz, möglichst emissionsarme Pkw einzusetzen“. Zu diesem Zweck sollte entsprechend InfrAG für die Benutzung des Bundesfernstraßennetzes eine sog. Infrastrukturabgabe erhoben werden.
Abgabepflichtig im Sinne des InfrAG gewesen wären die Halter bzw. die Fahrer von Kraftfahrzeugen der EG-Fahrzeugklassen M1 und M1G, umgangssprachlich Pkw einschließlich Geländewagen und Wohnmobile. Gemäß InfrAG wäre die Infrastrukturabgabe durch Erwerb einer „elektronischen Vignette“ vor Benutzung des Straßennetzes zu entrichten gewesen, wobei Umfang und Art der Infrastrukturabgabe sowie das Verfahren der Erhebung abhängig davon sein sollte, in welchem Staatsgebiet das Fahrzeug zugelassen ist:
1. Zulassung in der Bundesrepublik Deutschland:
  - die Abgabe sollte sowohl für die Benutzung von Autobahnen als auch für die Benutzung von Bundesstraßen erhoben werden
  - die Abgabe sollte an die Zulassung des Fahrzeugs gebunden sein, der Halter des Fahrzeugs wäre der Schuldner der Infrastrukturabgabe gewesen
  - die Abgabe sollte jährlich pauschal erhoben werden – unabhängig davon, ob und wie lange eine Nutzung erfolgt, und unabhängig von der Fahrleistung
2. Zulassung außerhalb des Staatsgebietes der Bundesrepublik Deutschland:
  - die Abgabe sollte ausschließlich für die Benutzung von Autobahnen erhoben werden
  - die Abgabe sollte ab dem Tag des Grenzübertritts zu entrichten sein, wobei je nach Nutzungsdauer folgende drei Vignetten zur Verfügung gestanden hätten: Zehntagesvignette, Zweimonatsvignette und Jahresvignette.
  - die Abgabe sollte – grob gestaffelt – abhängig vom tatsächlichen Nutzungszeitraum, jedoch unabhängig von der Fahrleistung erhoben werden

## Bemessung der Abgabe
Die Höhe der geforderten Abgabe wurde gemäß Anhang zu § 8 InfrAG festgesetzt. Dies erfolgte im Falle von Personenkraftwagen nach
- Hubraum (Staffelung je angefangene 100 cm3 Hubraum)
- Motorart (entweder Fremdzünder, zumeist Ottomotor, oder Selbstzünder, zumeist Dieselmotor)
- Schadstoffemissionsklasse (entweder Euro 3 und darunter, oder Euro 4 & 5, oder Euro 6)
- nur im Falle von außerhalb der Bundesrepublik Deutschland zugelassenen Fahrzeuge: nach Nutzungszeitraum

bzw. im Falle von Wohnmobilen nach
- zulässigem Gesamtgewicht (Staffelung je angefangene 200 kg)
- nur im Falle von außerhalb der Bundesrepublik Deutschland zugelassenen Fahrzeuge: nach Nutzungszeitraum

Zeitgleich mit der Erhebung der Infrastrukturabgabe sollte die Kfz-Steuer so weit ermäßigt werden, dass die Gesamthöhe der behördlich festgesetzten Abgaben für im Inland zugelassene Fahrzeuge  zunächst nicht steigt. Die jeweiligen Beträge berechneten sich entsprechend der folgenden Tabelle (letzte Änderung: Juni 2017).
| Fahrzeugtyp  | Euro 3 und darunter | Euro 4 und 5     | Euro 6           | je angefangene …                |
| ------------ | ------------------- | ---------------- | ---------------- | ------------------------------- |
| Pkw (Otto)   | 6,50 € (−6,50 €)    | 2,00 € (−2,00 €) | 1,80 € (−2,32 €) | 100 cm³ Hubraum                 |
| Pkw (Diesel) | 9,50 € (−9,50 €)    | 5,00 € (−5,00 €) | 4,80 € (−5,32 €) | 100 cm³ Hubraum                 |
| Wohnmobil    | 16,00 €             | 16,00 €          | 16,00 €          | 200 kg zulässiges Gesamtgewicht |

Gemäß Anhang zu § 8 InfrAG war eine Deckelung der Abgabe in Höhe von derzeit EUR 130,- pro Jahr vorgesehen.

## Ausnahmen
Von der Abgabepflicht im Sinne des InfrAG ausgenommen sollten gemäß § 2 InfrAG insbesondere Fahrzeuge sein, die
- nicht zulassungspflichtig oder steuerbefreit sind
- im Dienst der Polizei, des Zolls oder militärischer Einrichtungen stehen
- im Dienst öffentlich-rechtlicher Körperschaften stehen (z. B. für Wegebau oder Straßenreinigung)
- im Dienst von Rettungskräften oder von gemeinnützigen Organisationen stehen
- überwiegend im Linienverkehr eingesetzt werden
- im diplomatischen oder im konsularischen Dienst genutzt werden
- für Dienstfahrten ausländischer Behörden genutzt werden
- für schwerbehinderte Personen zugelassen sind

Ebenfalls hätte nach § 2 Absatz 1 Nummer 10 keine Abgabepflicht für Elektroautos bestanden, während Hybridelektrokraftfahrzeuge nicht ausgenommen gewesen wären.

## Analyse

### Betroffene Fahrzeugkategorien
Gemäß § 2 Absatz 1 InfrAG wird eine Abgabe erhoben für Fahrzeuge der EG Fahrzeugklassen M1 und M1G, umgangssprachlich Personenkraftwagen einschließlich Geländewagen und Wohnmobile. Hingegen wird keine Abgabe erhoben auf schwerere Fahrzeuge der Klassen M2 und M3 (umgangssprachlich Omnibusse) sowie der Klassen N1 und N2 bis zu 7,5 t (Fahrzeuge zur Lastenbeförderung einschließlich Kleintransporter); die LKW-Maut wird erst ab einem zulässigen Gesamtgewicht von 7,5 t erhoben. Ein Mercedes Sprinter (Klasse N1, Leergewicht ca. 2100 kg) bleibt damit abgabenfrei, während z. B. der wesentlich leichtere VW Golf (Klasse M1, Leergewicht ca. 1200 kg) mit der Abgabe belastet wird. Im Ergebnis benachteiligt das InfrAG damit leichte Personenkraftwagen gegenüber den genannten schwereren Fahrzeugen, obwohl letztere weit stärkere Schäden an der Straßeninfrastruktur verursachen (im Beispiel beansprucht der Sprinter die Straßeninfrastruktur entsprechend dem Vierte-Potenz-Gesetz ungefähr zehnmal so viel wie der Golf).

### Stellung inländischer Fahrzeugbesitzer
Für Fahrzeuge, die im Staatsgebiet der Bundesrepublik Deutschland registriert sind, wird gemäß InfrAG eine pauschale Abgabe erhoben, deren Höhe ähnlich der Kfz-Steuer ausschließlich anhand technischer Fahrzeugeigenschaften bemessen wird. Zeitgleich wird die Kfz-Steuer gemäß dem Zweiten Gesetz zur Änderung des Kraftfahrzeugsteuergesetzes um den Betrag der erhobenen Infrastrukturabgabe gesenkt. Auch wenn ein Teil der kumulierten Abgabe jetzt nicht mehr „Kfz-Steuer“, sondern „Infrastrukturabgabe“ genannt wird, ändert sich für Besitzer von im Inland registrierten Fahrzeugen nach Wirksamwerden des InfrAG im Ergebnis zunächst nichts. Weil sich die Höhe der Abgabe nicht von der Höhe der bisherigen Kfz-Steuer unterscheidet, ist der offiziell beworbene Anreiz, „möglichst emissionsarme Fahrzeuge einzusetzen“, nicht höher als er bisher mit der Kfz-Steuer war. Weil die Abgabe ebenso wenig wie die Kfz-Steuer die tatsächliche Nutzung der Straßeninfrastruktur berücksichtigt, ist auch der offiziell beworbene Systemwechsel „von der Steuer- hin zur Nutzerfinanzierung“ nicht erkennbar.

### Stellung ausländischer Fahrzeugführer
Ausländische Fahrzeugführer werden gemäß InfrAG verpflichtet, bei ihrer Einreise die Abgabe für die Benutzung des Fernstraßennetzes zu entrichten, während für inländische Fahrzeugbesitzer die Gesamthöhe der Abgaben infolge der gesenkten Kfz-Steuer unverändert bleibt. Von verschiedenen Stellen wird infrage gestellt, ob die hieraus entstehende Ungleichbehandlung von inländischen Fahrzeugbesitzern und ausländischen Fahrzeugführern mit europäischem Recht und mit der Verfassung der Bundesrepublik Deutschland vereinbar ist. Demgemäß entschied der Europäische Gerichtshof am 18. Juni 2019, dass die von der Bundesregierung beschlossene Pkw-Maut entsprechend dem InfrAG unvereinbar ist mit dem EU-Recht.

### Abhängigkeit von Fahrleistung
Für inländische Fahrzeugbesitzer wird gemäß InfrAG eine Abgabe in Form einer Pauschale erhoben, die unabhängig von der tatsächlichen Fahrleistung ist, somit auch unabhängig ist von der tatsächlich durch das Fahrzeug verursachten Schadstoff- und CO2-Emission, und ebenso unabhängig davon ist, ob das Fernstraßennetz überhaupt genutzt wird. Ausländische Fahrzeugführer können dagegen in grober Staffelung nach tatsächlichem Nutzungszeitraum wählen. Ein Anreiz, die Fahrleistung und dadurch Schadstoffemissionen und die Beanspruchung der Straßeninfrastruktur zu verringern, besteht dabei allerdings auch nicht.

### Reaktionen der Nachbarstaaten
Als Reaktion auf die Pläne des Verkehrsministeriums, eine Infrastrukturabgabe gemäß InfrAG für die Benutzung des Fernstraßennetzes einzuführen, hat Dänemark bereits erwogen, ebenfalls eine Abgabe für die Benutzung des Straßennetzes einzuführen. Wenn die bisher mautfreien Nachbarstaaten Abgaben nach deutschem Vorbild einführen, hätte das InfrAG entgegen offiziellen Darstellungen einen nicht unerheblichen mittelbaren Einfluss auf die Reisekosten im europäischen Raum.

### Alternativen
Als Begründung für das InfrAG benennt der Gesetzentwurf der Bundesregierung erforderliche Investitionen in Erhalt und Ausbau der Verkehrswege, an denen auch Halter von nicht in Deutschland zugelassenen Fahrzeugen beteiligt werden sollen. Um dieses Ziel zu erreichen, gäbe es „keine Alternativen“ zu dem im InfrAG umgesetzten Vignettensystem, so die Verfasser des Gesetzentwurfes. Tatsächlich aber spricht sich die EU-Kommission alternativ für Straßennutzungsgebühren aus, die sich an den gefahrenen Kilometern orientieren; Vignettensysteme sollen bis spätestens 2026 auf streckenbasierte Systeme umgestellt werden. Als weitere Alternative für einen Systemwechsel zu einer nutzungsabhängigen Finanzierung wurde u. a. aus den Reihen von ADAC und FDP vorgeschlagen, bürokratiefrei die Energiesteuer auf Benzin und Diesel um wenige Cent zu erhöhen und inländische Fahrzeughalter durch eine gesenkte Kfz-Steuer entsprechend zu entlasten (das Steueraufkommen pro Cent Erhöhung Energiesteuer beträgt je nach Schätzung zwischen 400 und 600 Mio. Euro pro Jahr).

### Kosten
Nach Angaben des Bundesministeriums für Verkehr bezahlte der Steuerzahler allein für die Vorbereitung der geplanten Infrastrukturabgabe seit 2014 bereits 53,6 Millionen Euro. Derzeit ist noch nicht geklärt, ob und wenn in welcher Höhe Schadenersatzforderungen an die vorgesehenen Betreiber Kapsch und CTS Eventim fällig werden, mit denen seitens des Bundesministeriums die Verträge bereits geschlossen wurden, ohne das Urteil des Europäischen Gerichtshofes abzuwarten. Im Gespräch sind derzeit (Stand Juli 2019) Forderungen in Höhe von zusätzlichen 300 Millionen Euro bis zu über einer halben Milliarde Euro.

## Chronologie des Weges zum Gesetz
Die meisten direkt oder per Fähre erreichbaren Nachbarstaaten der Bundesrepublik Deutschland erheben derzeit keine Pkw-Maut auf Fernstraßen (Niederlande, Belgien, Luxemburg, Dänemark, Schweden, Großbritannien), oder weisen nur bestimmte Streckenabschnitte als mautpflichtig aus (Frankreich, Polen, Norwegen). Lediglich in drei direkten Nachbarstaaten (Österreich, Schweiz und Tschechien) gilt eine generelle Mautpflicht für Pkw. Als einziges deutsches Bundesland grenzt der Freistaat Bayern an genau diese drei Nachbarstaaten. In Bayern wurden daher bereits früh politische Mehrheiten für die Einführung einer Pkw-Maut in Deutschland vermutet. Im Jahr 2013 erklärte die in Bayern antretende Christlich-Soziale Union (CSU) die Einführung einer Pkw-Maut offiziell zu ihrem Ziel:
- 19. Juli 2013 Die CSU nimmt die Forderung nach einer „PKW-Maut für Reisende aus dem Ausland“ in ihr Wahlprogramm „Der Bayernplan“[41] auf
- 11. August 2013 Horst Seehofer (CSU) besteht auf Aufnahme einer „Pkw-Maut für ausländische Autofahrer“ in einen Koalitionsvertrag[42]
- 15. September 2013 Die CSU gewinnt bei den Landtagswahlen mit 47,7 % (+4,3 %) ihre absolute Mehrheit im Freistaat Bayern zurück[43]
- 22. September 2013 CDU/CSU gewinnen bei der Bundestagswahl zusammen 41,5 % der Stimmen (+7,7 %) und stellen damit die stärkste Fraktion[44], Verkehrsminister Ramsauer (CSU) verspürt „gewaltigen Rückenwind“ für die Durchsetzung der Positionen der CSU in den Koalitionsverhandlungen[45]
- 29. September 2013 Gegenüber der Bild am Sonntag bekräftigt Horst Seehofer seine Meinung, eine „Mehrheit der Deutschen [sei] für die Maut für Ausländer“[46]
- 27. November 2013 Die CSU hat gegen Bedenken der Koalitionspartner durchgesetzt, dass eine „[…] PKW-Maut [für] Halter von nicht in Deutschland zugelassenen PKW […]“ in den Koalitionsvertrag aufgenommen wird[47]
- 17. Dezember 2013 Alexander Dobrindt (CSU) wird zum Verkehrsminister der Bundesrepublik Deutschland ernannt[48]
- 7. Juli 2014 Alexander Dobrindt stellt ein erstes Vignettenkonzept zur Pkw-Maut vor, die er mittlerweile in „Infrastrukturabgabe“ umbenannt hat[49]
- 30. Oktober 2014 Alexander Dobrindt stellt einen geänderten Gesetzentwurf vor, der nun inländische und ausländische Fahrzeugführer unterschiedlich behandelt[50]
- 27. März 2015 Der Bundestag stimmt gegen Widerstand der Opposition aus Koalitionstreue dem Gesetzentwurf zur „Einführung einer Infrastrukturabgabe“ zu[51]
- 8. Juni 2015 Bundespräsident Joachim Gauck unterzeichnet den Gesetzentwurf zur Einführung einer Infrastrukturabgabe[52], das Gesetz tritt vier Tage später in Kraft
- 18. Juni 2015 Die EU-Kommission leitet ein Vertragsverletzungsverfahren wegen Diskriminierung ausländischer Fahrzeugführer ein[53]
- 29. September 2016 Die EU-Kommission verklagt Deutschland wegen der Mautpläne vor dem Gerichtshof der Europäischen Union[54]
- 1. Dezember 2016 Die EU-Kommission legt das Vertragsverletzungsverfahren nach Preissenkung für Kurzzeitvignetten und Änderung von drei auf fünf Fahrzeugkategorien auf Eis[55][56]
- 24. März 2017 Der Bundestag stimmt gegen Widerstand der Opposition und Bedenken der SPD dem geänderten Entwurf zu einem „Infrastrukturabgabengesetz“ zu[57]
- 24. März 2017 Mehrere Bundesländer beantragen, über den Vermittlungsausschuss wegen erwarteter Einbußen in Handel und Gastronomie Korrekturen zu erwirken[58][59]
- 31. März 2017 Nachdem Horst Seehofer droht, die Zusammenarbeit in der Koalition zu blockieren[60], geben die Bundesländer ihren Widerstand gegen den Gesetzentwurf auf[61][62]
- 17. Mai 2017 Die EU-Kommission stellt ihr Verfahren gegen Deutschland wegen der Einführung der Pkw-Maut ein[63]
- 18. Mai 2017 Änderung der Anlage zu Artikel 1 bzgl. der Staffelung der Vignettenpreise[64]
- 12. Oktober 2017 Österreich reicht beim Europäischen Gerichtshof (EuGH) Klage gegen Deutschland wegen Diskriminierung aufgrund von Staatsangehörigkeit ein (Aktenzeichen C-591/17)[65]
- 13. Dezember 2017 Die Niederlande schließen sich der Klage Österreichs an[66]
- 12/2018 Verkehrsminister Andreas Scheuer (CSU) schließt Verträge mit den für den Betrieb vorgesehenen Betreiberfirmen ab[36][67], obwohl das Urteil des EuGH noch aussteht
- 6. Februar 2019 Der Generalanwalt vor dem Gerichtshof der Europäischen Union hält die Kopplung der Infrastrukturabgabe an eine entsprechende Steuerentlastung für zulässig und empfiehlt, die Klage Österreichs abzuweisen[68]
- 18. Juni 2019 Dem Urteil des Europäischen Gerichtshofs zufolge stellt die Infrastrukturabgabe gemäß InfrAG in Verbindung mit der reduzierten Kfz-Steuer eine mittelbare Diskriminierung aufgrund der Staatsangehörigkeit dar und ist mit europäischem Recht unvereinbar[1][18]
- 18. Juni 2019 Verkehrsminister Andreas Scheuer leitet Kündigung der Verträge mit den Betreiberfirmen zu Ende September 2019 ein[36]
- 25. November 2023 Aufhebung des Gesetzes